# Крилов Василь Миколайович
Крилов Василь Миколайович (нар. 02.01.1947) — російський науковець. Доктор біологічних наук, заслужений професор Нижегородського держуніверситету ім. Лобачевського, у 1991—2016 рр. завідувач його кафедри фізіології та біохімії людини і тварин. Голова російської Міжвідомчої координаційної ради з апітерапії (з 1997 року). Заслужений діяч науки РФ (2007).
Закінчив біологічний факультет Горьковського державного університету ім. Лобачевського (нині Нижегородський державний університет) (1970), біолог, вчитель біології та хімії.
Викладає з 1980 року. Нині професор кафедри біохімії та фізіології Інституту біології та біомедицини Нижегородського університету. Індекс Гірша — 2.
Докторська дисертація «Механизмы изменения некоторых функций нормального и альтерированного сердца под влиянием зоотоксинов» (1990).
Почесний працівник вищої професійної освіти РФ. Лауреат премії Нижнього Новгорода (2016) в номінації «Вища школа».